# Estômbar-Lagoa
Estômbar-Lagoa (por: Estação Ferroviária de Estômbar-Lagoa) – stacja kolejowa położona na Linha do Algarve, w dystrykcie Faro, w Portugalii. Obsługuje miejscowość Lagoa oraz Estômbar. Stacja została otwarta w 1903. Obsługiwana jest przez Comboios de Portugal.